# Муниципиум Дарданорум
Муниципиум Дарданорум (лат. Municipium Dardanorum), или Муниципиум Дарданикум (лат. Municipium Dardanicum) — римский шахтёрский город, существовавший в период со II по IV век н.э. Руины поселения находятся в северной части современного Косова, в 27 километрах к северу от Митровицы, в 65 километрах к северо-востоку от Ульпианы (община Лепосавич). Город был расположен в римской провинции Верхняя Мёзия (позже — римская провинция Дардания).

## Географическое положение
Поселение было, с одной стороны, расположено между реками Ибар и Соканица, и окружено горами Рогозна и Копаоник — с другой. Окружающая местность некогда была богата золотом и серебром, поэтому именно благодаря драгоценным металлам небольшое поселение выросло до одного из важнейших древних городских центров, наибольший расцвет которого пришёлся на период римского владычества.
При ознакомлении с письменными источниками и древней литературой, а также с римскими маршрутами, не было найдено ни одного сообщения относительно местоположения поселения. Тем не менее, о древнем заселении города свидетельствуют исследования 1960—1961 и 1963—1965 годов. Благодаря проведённым в восточной части города археологическим раскопкам были обнаружены римский форум, хорреум, городская базилика, отдельные части термы, руины вспомогательных объектов и северного некрополя. Обнаруженный археологами материал, общие результаты исследований ясно указывают на тот факт, что город, прежде существовавший как доисторическое поселение, продолжал развиваться и меняться и в конце концов стал типичным древнеримским городом, происходило это в период с последних десятилетий I века до первой половины IV века н.э. Поселение площадью 30 гектаров имело все черты римского города.

## Структура
Наиболее значимым сооружением центральной части города является римский форум, представляющий собой прямоугольную площадь размером 38×25 метров, ориентированную с севера на юг, ограниченную с восточной и западной стороны рядом из семи столбов. К востоку и западу от форума расположены две прямоугольные площади, почти идентичных по размерам и имевшие два входа. В северной части форума, примерно посередине, между боковыми комнатами, на возвышении 1,10 метра находится храм, посвящённый Антиною, фавориту императора Адриана. После смерти Адриана большинство культовых мест, каким-либо образом связанных с Антиноем, было уничтожено. Лишь методом просеивания строительного щебня была обнаружена мемориальная доска с надписью, посвящённой Адриану, которая доказала, что храм на форуме был построен в период между 136 и 138 годами н.э.
К югу от форума, на площади в 880 м², были обнаружены руины базилики размером 55×16,5 метров. Функционирование базилики было тесно связано с активностью форума и всего города в целом — она использовалась для хранения изделий из свинца и драгоценных металлов, добытых в близлежащих шахтах на горах Копаоник и Рогозне. В базилике осуществлялись торгово-экономическая деятельность, заключались сделки.
В непосредственной близости от реки Ибар был расположен римский каменный мост, соединявший поселение с шахтами на горе Рогозне. Руины каменных столбов и моста на сегодняшний день, после проведённых раскопок, хорошо узнаваемы.
Поселение пережило период возрождения в III веке н.э., во времена правления императора Диоклетиана. В этот период был перестроен форум, построил построена, возведена небольшая римская баня и ряд других сооружений. Однако жизнь поселения постепенно затухала, и сто лет спустя город потерял своё значение и исчез с исторической сцены.